# Estação Luz
A Estação Luz é uma estação de metrô localizada entre os distritos da República e Sé, na região central de São Paulo. Esta estação integra as linhas 1–Azul, operada pelo Metrô de São Paulo, e 4–Amarela, operada pela ViaQuatro, sendo a última atual terminal no sentido leste. Possui integração com a Estação da Luz da CPTM, que atende as linhas 7–Rubi e 11–Coral, de forma gratuita, e a linha 13–Jade (Expresso Aeroporto), de forma paga.

## Linha 1–Azul do Metrô de São Paulo

### Características
A estação da linha 1–Azul foi inaugurada em 26 de setembro de 1975. É uma estação subterrânea, que possui um mezanino de distribuição de fluxo e plataformas central e laterais com estrutura em concreto aparente. Sua área construída é de 18 250 m² e sua capacidade é de quarenta mil passageiros por hora nos horários de pico.
A integração gratuita com a Estação da Luz da CPTM começou em 30 de novembro de 2004, por meio de iniciativa feita pela STM no Projeto Integrado Centro.
A média de demanda na estação em 2017 foi de 166,5 mil passageiros nos dias úteis.

### Obras de arte
- "Inscrever os Direitos Humanos", Françoise Shein, painéis (2010), pintura sobre azulejos, 32 m², instalada no mezanino.[6]

## Linha 4–Amarela da ViaQuatro

### Características
A estação da linha 4–Amarela era originalmente prevista para ser inaugurada em 2008, porém foi inaugurada somente em 15 de setembro de 2011 e começou operando das 10 às 15 horas. Em 23 de setembro, o horário foi ampliado para das 9 às 16 horas e, a partir de 26 de setembro, das 4h40 à meia-noite.
É uma estação subterrânea, que possui plataformas laterais. Sua área construída é de 20 594,84 m², sendo que possui quatro níveis e 36 metros de profundidade. Uma claraboia no teto da estação permite a entrada de luz solar.

## Diagrama da estação
| 1 |

|  | ↓ a ↓ |

| 2 |

|  | ↑ b ↑ |

| 3 |

| 1 |

|  | ↓ a ↓ |

| 2 |

|  | ↑ b ↑ |

| 3 |

| 1 |

|  | ↓ a ↓ |

| 2 |

|  | ↑ b ↑ |

| 3 |

| 1 |

|  | ↓ a ↓ |

| 2 |

|  | ↑ b ↑ |

| 3 |

| 1 |

|  | ↕ a ↕ |

|  | ↕ b ↕ |

| 2 |

| 1 |

|  | ↕ a ↕ |

|  | ↕ b ↕ |

| 2 |

| 1 |

|  | ↕ a ↕ |

|  | ↕ b ↕ |

| 2 |

| 1 |

|  | ↕ a ↕ |

|  | ↕ b ↕ |

| 2 |